# Mazda 323F
O Mazda 323F foi o nome utilizado para exportar vários modelos de automóveis, mostrado a seguir pelos seus nomes no mercado japonês:
- 1989: Mazda Familia Astina
- 1993: Mazda Lantis
- 1999: Mazda Familia S-Wagon